# Trent Kelly
John Trent Kelly, né le 1er mars 1966 à Union, est un homme politique américain, représentant républicain du Mississippi à la Chambre des représentants des États-Unis depuis 2015.

## Biographie
Après des études de droit à l'université du Mississippi, Trent Kelly devient avocat. Il est pendant 29 ans membre de l'Army National Guard du Mississippi et sert en Irak en 2005 et 2009. Il est également diplômé de l'United States Army War College.
De 1999 à 2011, il est procureur de la ville de Tupelo.
En 2011, il est élu procureur du 1er district du circuit judiciaire du Mississippi, qui regroupe les comtés d'Alcorn, Itawamba, Lee, Monroe, Pontotoc, Prentiss et Tishomingo.
En 2015, il est candidat à la Chambre des représentants des États-Unis dans le 1er district du Mississippi. Il se présente lors d'une élection partielle organisée à la suite du décès d'Alan Nunnelee. Il est soutenu par la veuve du représentant et est considéré comme le favori de l'élection. Il arrive deuxième de la jungle primary avec 16 % des voix, derrière le démocrate Walter Zinn (17 %). Il devance 11 autres candidats républicains ; Zinn étant le seul candidat démocrate. Dans ce district profondément républicain, il est presque assuré d'être élu au second tour. Le 2 juin, il est élu représentant avec environ 70 % des suffrages.
Il est réélu aux élections de 2016, 2018, 2020 et 2022.

## Vie privée
Trent Kelly est marié avec Sheila Kelly, avec qui il a trois enfants : John Forrest, Morgan et Jackson.